# قهاوند
قَهاوَند مرکز بخش شرا شهرستان همدان می‌باشد.جمعیت شهر قهاوند ۷۴۸۳ نفر در سال ۱۳۹۵ است.
اکثر ساکنان این شهر به کشاورزی و کامیون‌داری مشغول هستند و بیشترین محصولات کشاورزی این شهر (یونجه، گندم، جو، هندوانه و چغندر قند) است.

## ترابری
راه‌های اصلی این شهر:
1. قهاوند به کوریجان: این راه، پس از عبور از روستاهای بوبوک آباد و قرخلر در کوریجان به جاده چهار بانده همدان رزن متصل می‌شود.
2. قهاوند به همدان که از مسیر جاده ملایر ارتباط این شهر و بخش را با همدان و ملایر مرتبط می‌سازد. فاصله قهاوند به همدان ۵۵کیلومتر است.
3. ارتباط استان مرکزی که از این بخش کمیجان در استان مرکزی را برقرار می‌سازد. فاصله کمیجان تا قهاوند ۵۵ کیلومتر است.
4. جاده قهاوند به فامنین که تقریباً از بیست کیلومتری جاده قهاوند به کوریجان جدا شده و بعد از ۱۲کیلومتر وارد شهر فامنین می‌شود. این جاده ۵ کیلومتر مانده به فامنین هم وارد آزادراه همدان-ساوه می‌شود.